# Clemons (Iowa)
Clemons es una ciudad situada en el condado de Marshall, Iowa, Estados Unidos. Tiene una población estimada, a mediados de 2021, de 134 habitantes.

## Geografía
Según la Oficina del Censo de los Estados Unidos, la localidad tiene un área total de 0.65 km², correspondientes en su totalidad a tierra firme.

## Demografía
Según el censo de 2020, en ese momento había 140 personas residiendo en la localidad. La densidad de población era de 215.38 hab./km². Había 64 viviendas, lo que representa una densidad de 98.46/km². El 96.43% de los habitantes eran blancos, el 0.71% era amerindio, el 1.43% eran de otras razas y el 1.43% eran de una mezcla de razas. Del total de la población, el 4.29% eran hispanos o latinos de cualquier raza.